# Antônio Rinaldo Gonçalves
Antônio Rinaldo Gonçalves (født 31. oktober 1966) er en tidligere brasiliansk fodboldspiller.
Han har spillet for flere forskellige klubber i sin karriere, herunder Gamba Osaka.